# Cécile Berthe Lafosse
Pour les articles homonymes, voir Lafosse (homonymie).
Cécile Berthe Lafosse, née le 14 septembre 1835 à Paris où elle est morte le 13 octobre 1882, est une peintre française.

## Biographie
Berthe Antoinette Lafosse est la fille du peintre Jean-Adolphe Lafosse et de Charlotte Bonnette. Son frère Georges Lafosse deviendra illustrateur.
Élève de son père et de Jules Worms, elle expose au Salon de 1859 à 1880.
Elle obtient une médaille d'argent au salon d'Amiens en 1877.
Elle meurt célibataire à Paris à l'âge de 47 ans.

## Œuvres exposées aux Salons parisiens
- Portrait de Mlle C. B., au Salon de 1859, pastel
- Portrait de Mme la comtesse de La Châtre, au Salon de 1864, pastel
- Portrait de Mme D., au Salon de 1865, pastel
- Portrait de Mlle E. R., au Salon de 1865, pastel
- Portrait d’enfant, au Salon de 1866, pastel
- Jeune fille, au Salon de 1869, pastel
- Portrait de milady H. Lennon, au Salon de 1872, pastel
- Le Départ pour la promenade ; souvenir d’Étretat (Seine-Inférieure), au Salon de 1874
- Fraîchement débarquée, au Salon de 1874
- Portrait de Mlle C. T., au Salon de 1875
- Portrait de M. A., au Salon de 1875, aquarelle
- La Filleule, au Salon de 1876[5]
- Le Duo ; Petit-Trianon, au Salon de 1877
- Variable, au Salon de 1878, aquarelle
- Visite à la poupée, au Salon de 1880, aquarelle
- Une Chevrière de Samois, au Salon de 1880, aquarelle

## Galerie

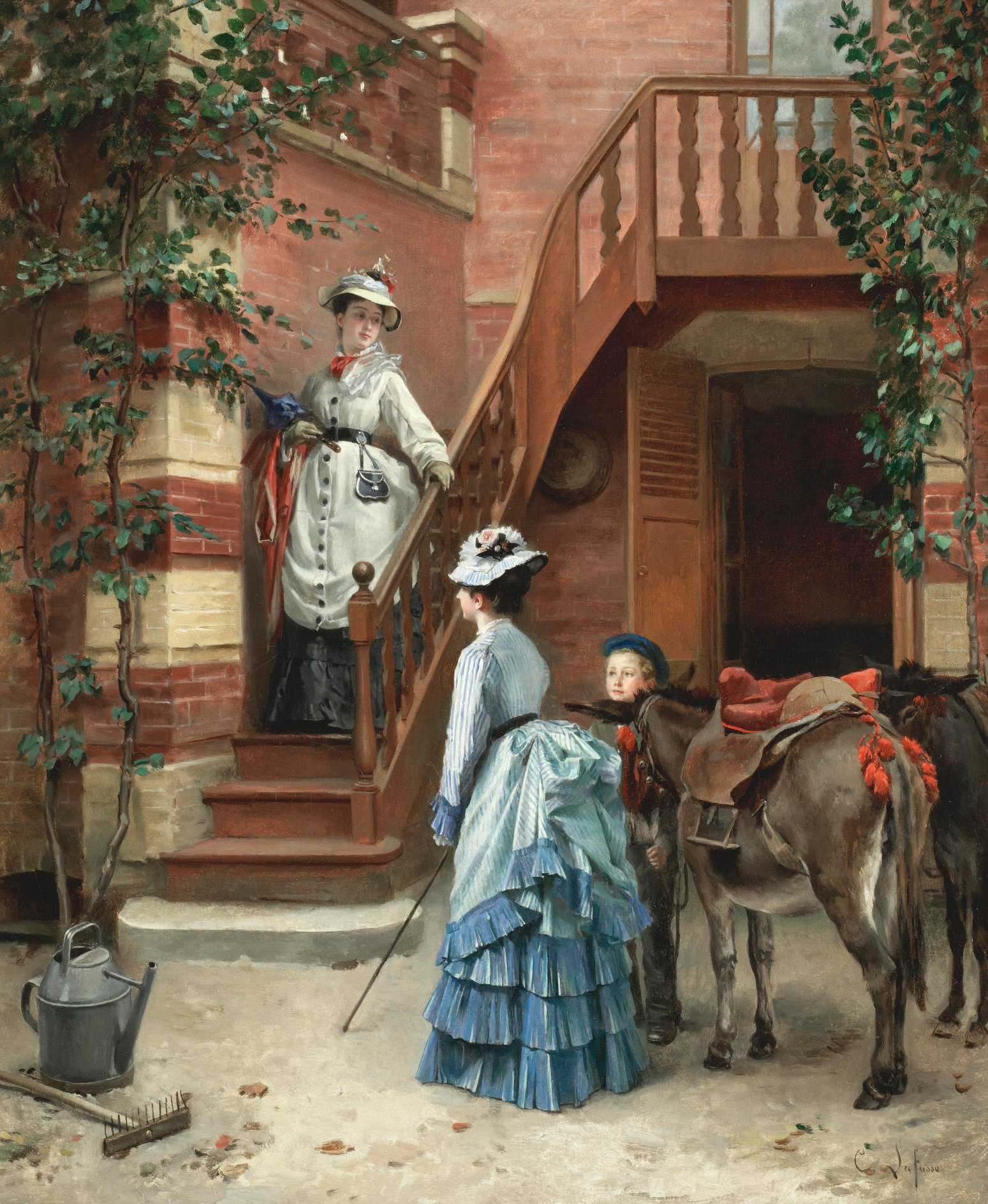
An Afternoon Ride.